# Masłowiec (Ukraina)
Masłowiec (ukr. Маслове́ць) – wieś na Ukrainie w rejonie kowelskim, w obwodzie wołyńskim. W II Rzeczypospolitej miejscowość wchodziła w skład gminy wiejskiej Hołowno w powiecie lubomelskim województwa wołyńskiego. Do II wojny światowej w pobliżu miejscowości znajdował się niewielki chutor Mołokusz.
Do 2020 w rejonie lubomelskim.